# Sodar
Pour les articles homonymes, voir Sodar (homonymie).
Un sodar (Sonic Detection And Ranging) est un appareil de télédétection en météorologie qui utilise les ondes sonores pour mesurer la vitesse et la direction des vents en altitude ainsi que la structure thermodynamique et la turbulence dans les basses couches de l'atmosphère terrestre, un type de profileur de vents. Il est ainsi un appareil de détection et télémétrie acoustique de l'atmosphère ou Acdar (Acoustical detection and ranging,). Le sodar est également parfois connu comme sondeur par écholocation ou radar acoustique. 

## Description

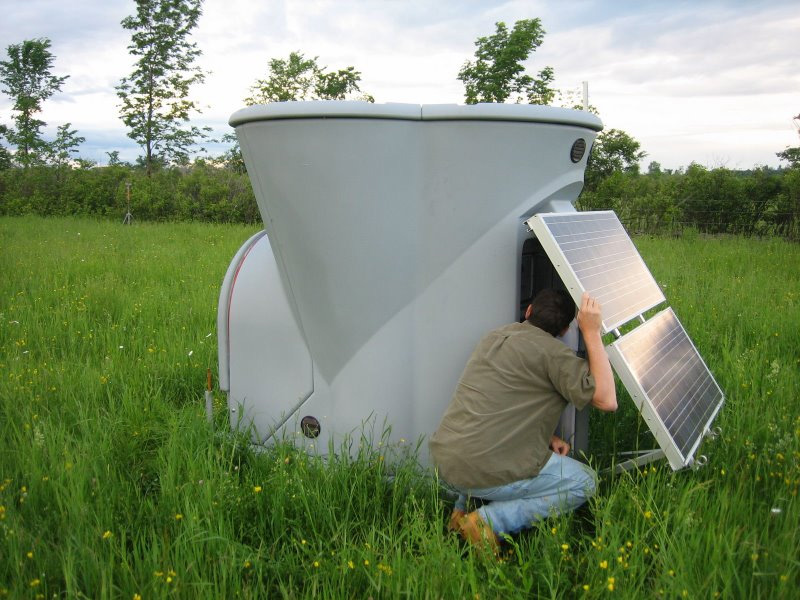
Sodar TRITON portable de la compagnie Second Wind

L'appareil consiste en une antenne qui émet le son et un récepteur qui capte les échos. On peut utiliser la même antenne pour la réception, il s'agit alors d'un système monostatique, ou une autre antenne dans le cas d'un système bistatique. Dans le premier cas, l'appareil peut capter les retours venant de la diffusion des ondes sonores par le changement de température avec l'altitude. Dans le second cas, l'appareil peut également capter les turbulences.
Les systèmes monostatiques peuvent être divisés en deux catégories : ceux utilisant plusieurs antennes et ceux utilisant une seule antenne réseau à commande de phase. Les systèmes à antennes multiples comportent une antenne pointée verticalement et deux autres orientées avec un léger angle par rapport à la verticale dans des directions orthogonales. Ces antennes peuvent être des paraboles, et dans ce cas l'émission-réception se fait au foyer, ou un ensemble de haut-parleurs émettant en phase afin de générer une onde focalisée. 
Les antennes réseaux utilisent une seule série de haut-parleurs dont on varie la phase d'émission de telle façon que l'onde émise soit focalisée à la verticale ou dans les deux directions orthogonales.

## Histoire
La propagation du son dans l'atmosphère est étudiée depuis longtemps mais ce n'est que depuis la Seconde Guerre mondiale que des recherches plus poussées ont été entreprises pour développer des applications pratiques. Les chercheurs de l'armée américaine utilisèrent ainsi le son pour repérer les inversions de températures qui affectaient la propagation des communications par micro-ondes. Durant les années 1950, les Soviétiques et Australiens démontrèrent qu'il était possible d'obtenir des échos de rétrodiffusion jusqu'à plusieurs centaines de mètres au-dessus du sol. Durant les années 1970, les chercheurs du National Oceanic and Atmospheric Administration (NOAA) ont construit les premiers appareils permettant de mesurer la vitesse et la direction des vents grâce à l'effet Doppler-Fizeau des ondes acoustiques.
À partir de ce moment, plusieurs organisations et compagnies ont mis sur le marché des sodars de plus en plus sophistiqués. En 1975, les chercheurs de l'université du Nevada à Reno ont été les premiers à incorporer un traitement numérique des données grâce à un micro-ordinateur. Durant les années 1980, la compagnie française Remtech a été la première à utiliser une antenne réseau à commande de phase, au lieu d'une antenne parabolique, et l'une des premières à utiliser des taux de répétitions multiples des impulsions.
Les sodars les plus récents incorporent toutes les techniques les plus récentes afin d'éliminer le plus possible les bruits ambiants, mieux focaliser les sons et étendre la portée utile.

## Principe
Le principe du sodar se rapproche de  celui du sonar utilisé dans l’eau : une onde sonore est émise et se propage librement dans l'air jusqu'à ce qu'elle rencontre une différence de densité du fluide, généralement due à un cisaillement entre deux couches. Une partie de l'onde est alors réfléchie. Le temps de trajet et la fréquence sont enregistrés des détecteurs. Du temps de vol, on déduit la distance de l'écho, du glissement en fréquence on déduit les vitesses des couches d'air par application de l'effet Doppler. 

## Opération

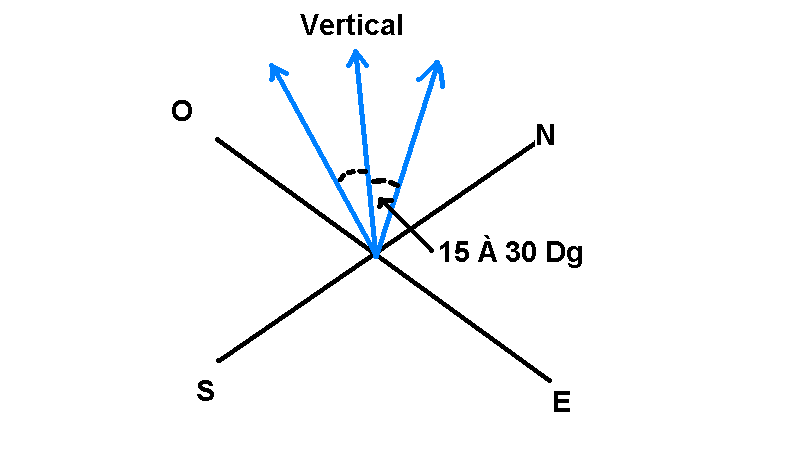
Les trois axes de prises de données

Le sodar émet donc à la verticale et dans deux directions, généralement le nord et l'est, avec un angle entre 15 et 30 degrés de la verticale. Dans chacune de ces trois directions, l'écho de retour comporte un changement de fréquence dû au mouvement de l'air (effet Doppler). Le changement dans la direction verticale correspond à la vitesse verticale de l'air. 
Pour mesurer le vent horizontal, le sodar utilise les échos revenant dans deux directions orthogonales pour trouver les composantes radiales de la vitesse dans ces directions. En combinant ces deux données et la vitesse verticale dans l’équation de continuité de masse, l'ordinateur intégré peut calculer le vent total et donc sa composante horizontale. 

### Portée utile
Les ondes sonores sont très faciles à disperser dans l'air. Plus l'atmosphère est instable, moins la portée utile du sodar sera grande. La propagation dépend également de la fréquence utilisée, de la puissance de l'émetteur, de la turbulence atmosphérique et du niveau de bruit dans l'environnement. Règle générale, les fréquences plus basses combinées à une grande puissance vont donner une plus grande portée utile. 
Comme les sodars opèrent à une fréquence de moins de 1 000 à plus de 4 000 hertz, avec une puissance de plusieurs centaines de watts, leur portée utile varie entre 0,2 et 2 kilomètres. Certains sodars peuvent varier la longueur des impulsions qui sont émises afin de pouvoir étendre leur portée utile mais ceci aux dépens de la résolution verticale des données.

## Usage
Comme le sodar permet de connaître les vents ainsi que la turbulence dans la très basse couche de l'atmosphère, il est utilisé pour les études de microclimats ou pour les opérations aériennes. Par exemple, en utilisant un sodar, les ingénieurs ont pu étudier le comportement des vents entre le sol et l'altitude du plus haut point du viaduc de Millau, 343 mètres, dans la vallée environnante. 
Pour une plus grande portée verticale, les profileurs de vents radar sont utilisés. 